# Uriel da Costa

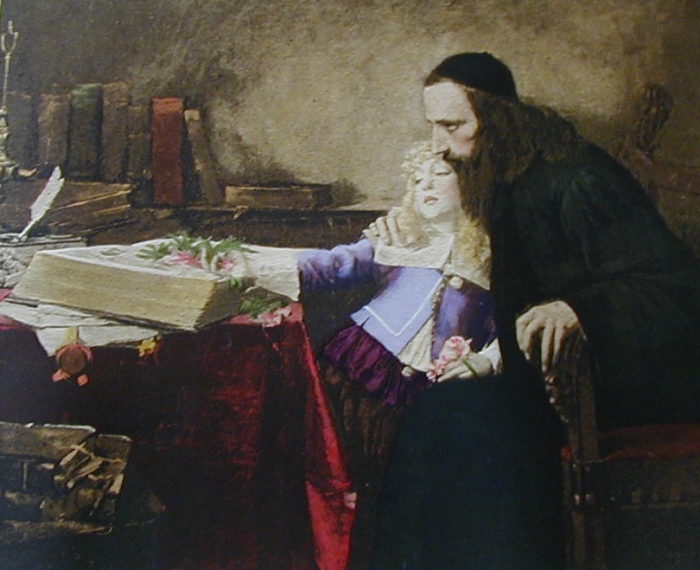
Uriel da Costa und der junge Spinoza. Darstellung von Samuel Hirszenberg 1901

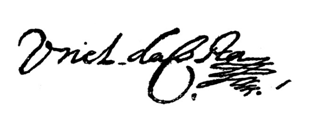
Uriel da Costas Unterschrift

Uriel da Costa (latinisiert Uriel Acosta, ursprünglich und bis 1614 Gabriel da Costa, zeitweise Adam Romes; geboren 1585 in Porto; gestorben April 1640 in Amsterdam) war ein Religionsphilosoph, Theologiekritiker und Freidenker portugiesisch-jüdischer Herkunft. Er lebte und starb an der Schwelle der Frühaufklärung, seine Autobiographie enthält eine der frühesten gedruckten Verteidigungen des Deismus.

## Leben

### Portugal
Uriel da Costa wurde bei seiner Geburt auf den christlichen Namen Gabriel da Costa getauft. Seine Eltern waren Enkel portugiesischer Juden, die im Jahr 1497 zur Konversion zum Katholizismus gezwungen worden waren und so Marranen wurden. Während die Angehörigen der Familie des Vaters im Laufe der Generationen gläubige Katholiken geworden waren, wurden mehrere Verwandte der Mutter, Branca Dinis, als Geheimjuden (Marranen) vor der Inquisition angeklagt. So waren ihre Großmutter und ihr Vater 1544 mit leichten Strafen belegt worden; eine Tante wurde 1568 auf dem Scheiterhaufen verbrannt. Einer ihrer Brüder verließ 1598 Portugal und trat in Amsterdam zum Judentum über; auch mehrere ihrer Cousins lebten als Juden in Italien.
Gabriel da Costas Vater Bento da Costa Brandão, ein Händler und Steuerpächter, erzog den Sohn im Rahmen der katholischen Kultur der portugiesischen Oberschicht. Im Oktober 1600 schrieb sich Gabriel da Costa an der Universität Coimbra zum Studium des Kirchenrechts ein. Er unterbrach sein Studium nach vier Monaten, nahm es 1604 wieder auf und musste es 1608 wegen des Todes seines Vaters abbrechen. 1609 bis 1611 bekleidete er das Amt eines Schatzmeisters an der Stiftskirche von Cedofeita, eines Vororts seiner Heimatstadt. 1603 hatte er die niederen Weihen des katholischen Klerus erhalten.
Seiner Autobiographie zufolge war der junge Gabriel da Costa im katholischen Glauben so gewissenhaft, dass die Furcht vor den Höllenstrafen ihn unerträglich quälte. Mit 22 Jahren fand er bei dem Gedanken Trost, dass es vielleicht kein Leben nach dem Tod gebe. Dabei fiel ihm auf, dass Gott den Israeliten im Alten Testament nur Belohnungen oder Strafen im Diesseits verspricht. Trotz der Bedrohung durch die Inquisition begann er, durch das Studium der lateinischen Bibel sich Kenntnisse vom Judentum anzueignen und einige seiner Vorschriften zu befolgen. 1610 gewann er einige Familienmitglieder für den jüdischen Glauben. Einige von ihnen gaben in ihren späteren Geständnissen vor der Inquisition ein Bild von den Gebeten und Gebräuchen, die Gabriel da Costas privates Judentum ausmachten.
Um 1611 legte Gabriel da Costa sein Kirchenamt nieder und heiratete am 5. März 1612 Francisca (ab 1614: Rachel) de Crasto, eine Frau aus Lissabon, die ebenfalls jüdischer Abstammung war. Das Paar ließ sich in dem Dorf Vila Cova da Lixa in Nordwestportugal nieder, wo Gabriel da Costa die Einkünfte eines Adligen verwaltete. Im Februar 1614 verschwand er aus dem Dorf, begab sich mit seiner Frau, seiner Mutter und seinen Brüdern nach Viana do Castelo und schiffte sich dort nach Amsterdam ein.

### Amsterdam, Hamburg und wieder Amsterdam
Gabriel da Costa, seine Mutter und drei seiner Brüder kehrten bei ihrer Ankunft in Amsterdam auch öffentlich zum Judentum zurück, er ließ sich beschneiden und änderte seinen Vornamen von Gabriel in Uriel. Etwa Anfang 1615 ließ Uriel da Costa sich mit den Frauen und einem Bruder in Hamburg nieder und schloss sich dort der portugiesischen Gemeinde an. Er lebte vom Seehandel mit seinem in Porto gebliebenen Schwager.

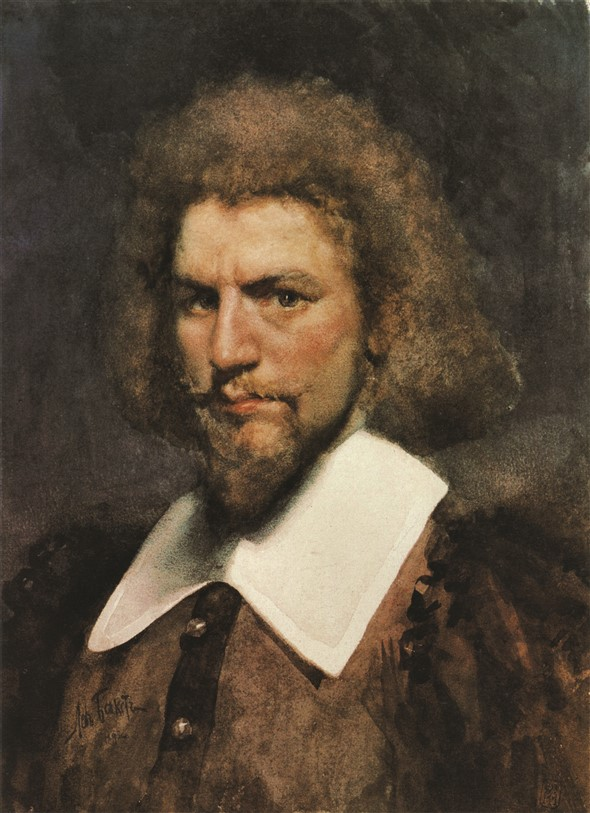
Uriel da Costas imaginäres Porträt (1897) von Leon Bakst.

Sogleich nach seiner Rückkehr zum Judentum soll Uriel da Costa dagegen protestiert haben, dass zahlreiche jüdische Traditionen nicht der Bibel, sondern dem Talmud folgen. Doch scheint er eher während der ersten zwei Jahre die Lebensweise der Hamburger jüdischen Gemeinde widerspruchslos geteilt zu haben. 1616 verbreitete er eine Liste von elf jüdischen Vorschriften, in denen er eine Verfälschung der biblischen Gesetze erblickte, die den Titel trug: Propostas contra a tradição (Thesen gegen die Tradition). Die Hamburger jüdischen Vorsteher wandten sich um religionsgesetzlichen Rat an das Rabbinat in Venedig, das da Costas Auffassungen als eine Ketzerei nach Art der Sadduzäer und Karäer verurteilte. Die sephardischen Gemeinden von Venedig und Hamburg belegten Uriel da Costa im August 1618 mit dem Bann (Herem). Seine Brüder und sein Amsterdamer Cousin Dinis Eanes arbeiteten jedoch weiterhin in Handelsgeschäften mit ihm (als Kaufmann benutzte er, zwischen Amsterdam und Hamburg pendelnd, das Pseudonym Adam Romes oder Romez), so dass ihm der Bann nicht wesentlich schadete.
Uriel da Costas starkes Ehrgefühl hielt ihn davon ab, seine Thesen zu widerrufen, vielmehr arbeitete er an einer Schrift zu ihrer Verteidigung. Dabei gelangte er zu dem Schluss, dass auch die Vorstellung von einer unsterblichen Seele unbiblisch sei: Die Seele des Menschen sei eine physikalische Lebenskraft in seinem Blut und gehe beim Tod zugrunde. Dem Hamburger Arzt und Philosophen Samuel da Silva gelang es, sich Einsicht in das Manuskript zu verschaffen; er veröffentlichte die drei provokantesten Kapitel mit einer polemischen Widerlegung, die 1623 in Amsterdam erschien (Über Unsterblichkeit der Seele).
Als der Angegriffene selbst nach Amsterdam verzog – im Dezember 1622 war seine Frau gestorben –, sprach auch die dortige Gemeinde am 15. Mai 1623 den Bann gegen ihn aus. Er beschloss daraufhin, seinen Standpunkt öffentlich zu machen, und ließ sein Manuskript unter dem Titel Exame das tradições phariseas conferidas com a lei escrita por Uriel, Jurista Hebreo, com reposta a Samuel de Silva seu falso calumniador (Prüfung der pharisäischen Traditionen durch Vergleich mit dem Schriftgesetz, von Uriel, jüdischem Rechtsgelehrten, nebst einer Erwiderung an Samuel da Silva, seinen falschen Verleumder) im Frühjahr 1624 in Amsterdam drucken. Die erste Hälfte dieses Werkes kritisiert die talmudischen Auslegungen der Bibel, die zweite beweist aus dieser die Sterblichkeit der Seele. Dies war der erste öffentliche Angriff auf die jüdisch-christliche Glaubenslehre vom Leben nach dem Tod. Der Stadtrat von Amsterdam ließ die gedruckte Ausgabe öffentlich verbrennen, zuvor wurde der Autor inhaftiert, später nach Utrecht verbannt, wo er fünf Jahre lang lebte.

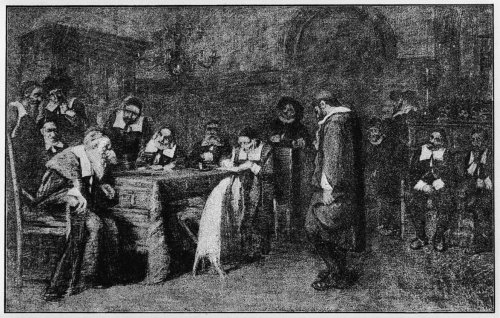
Die Exkommunikation von Uriel da Costa (1897) durch Meijer de Haan nahm 8 Jahre Arbeit in Anspruch, erhielt eine große Gegenreaktion, verschwand kurz darauf und wird bis heute vermisst.

1629 gelang es Uriel da Costas Cousin Dinis Eanes, die Wiederaufnahme des „Ketzers“ in die Amsterdamer jüdische Gemeinde zu erreichen, indem Costa hatte geloben müssen, der jüdischen Religion fortan weder in Worten noch Taten zu widersprechen. Nach dem Tod seiner Frau plante er eine zweite Ehe. 1632 jedoch wurde bekannt, dass er zu Hause die jüdischen Speisevorschriften nicht befolgte und Christen gegenüber herabsetzend vom Judentum sprach. Die Gemeinde schloss ihn daraufhin wieder aus, wahrscheinlich im Jahr 1633, und auch seine Brüder und sein Cousin unterstützten ihn nicht mehr, weil sie sich hintergangen fühlten.
Der Gebannte lebte verarmt und gemieden, im Konkubinat mit einer Dienstmagd, nahe dem jüdischen Viertel von Amsterdam. Im Nachdenken über seine Erfahrungen gelangte er zu der Überzeugung, dass alle Religionen, die christliche, die jüdische und auch die der Bibel, nichts weiter als Menschenwerk seien. Sie könnten von Gott keine wahre Kenntnis vermitteln, begünstigten im Gegenteil Lüge und Hass. Die Menschen würden erst dann glücklich und friedlich miteinander leben können, wenn sie die Religionen aufgäben und nur der Vernunft und der Natur folgten.
Um seiner Vereinsamung zu entfliehen und „als Affe unter Affen“ in die Gemeinschaft zurückzukehren, spiegelte Uriel da Costa 1639 erneut eine Rückkehr zum jüdischen Glauben vor. Er erklärte sich bereit, sich der Geißelung (hebräisch Malkut bzw. Makkot) zu unterwerfen, die das rabbinische Recht als Bußritual vorschreibt. Uriel da Costa war aber durch dieses entwürdigende Ritual, das in der voll mit Männern und Frauen besetzten Synagoge vollzogen wurde – 39 Geißelhiebe auf den entblößten Oberkörper, anschließend musste er sich auf die Schwelle des Gotteshauses hinlegen, damit alle Anwesenden über ihn hinwegschreiten konnten –, dermaßen getroffen, dass er sich wenige Tage später, im April 1640, mit einer Pistole erschoss. Zuvor hatte er versucht, seinen Cousin, den er für diese letzte Demütigung verantwortlich glaubte, zu erschießen, ihn aber verfehlt.
Vor seinem Tod verfasste er einen autobiographischen Text in lateinischer Sprache, in dem er sein Leben und seine philosophischen Ansichten darstellt: Exemplar humanae vitae (Beispiel eines menschlichen Lebens). Hierin stellt er seinen Weg als unablässige individuelle Suche nach einer Religion ohne Jenseitsglauben dar. Die Dokumente der Inquisition legen nahe, dass seine Rückkehr vom Christentum zum Judentum durch Traditionen aus der Familie und dem portugiesischen Umfeld angeregt war. Uriel da Costa brachte jedenfalls seinen ungewöhnlichen Werdegang erst nachträglich in eine innere Logik. „Er musste dem Leser erklären, ohne sich unglaubwürdig zu machen, wie er in den 56 Jahren seines Lebens ein Anhänger, und zwar jedes Mal ein fanatischer Anhänger, von fünf verschiedenen Ideologien sein konnte: Katholizismus, Marranismus, orthodoxes Judentum, sadduzäisches Judentum und naturalistischer Deismus“ (I. S. Révah: Uriel da Costa, S. 535).

## Nachwirken

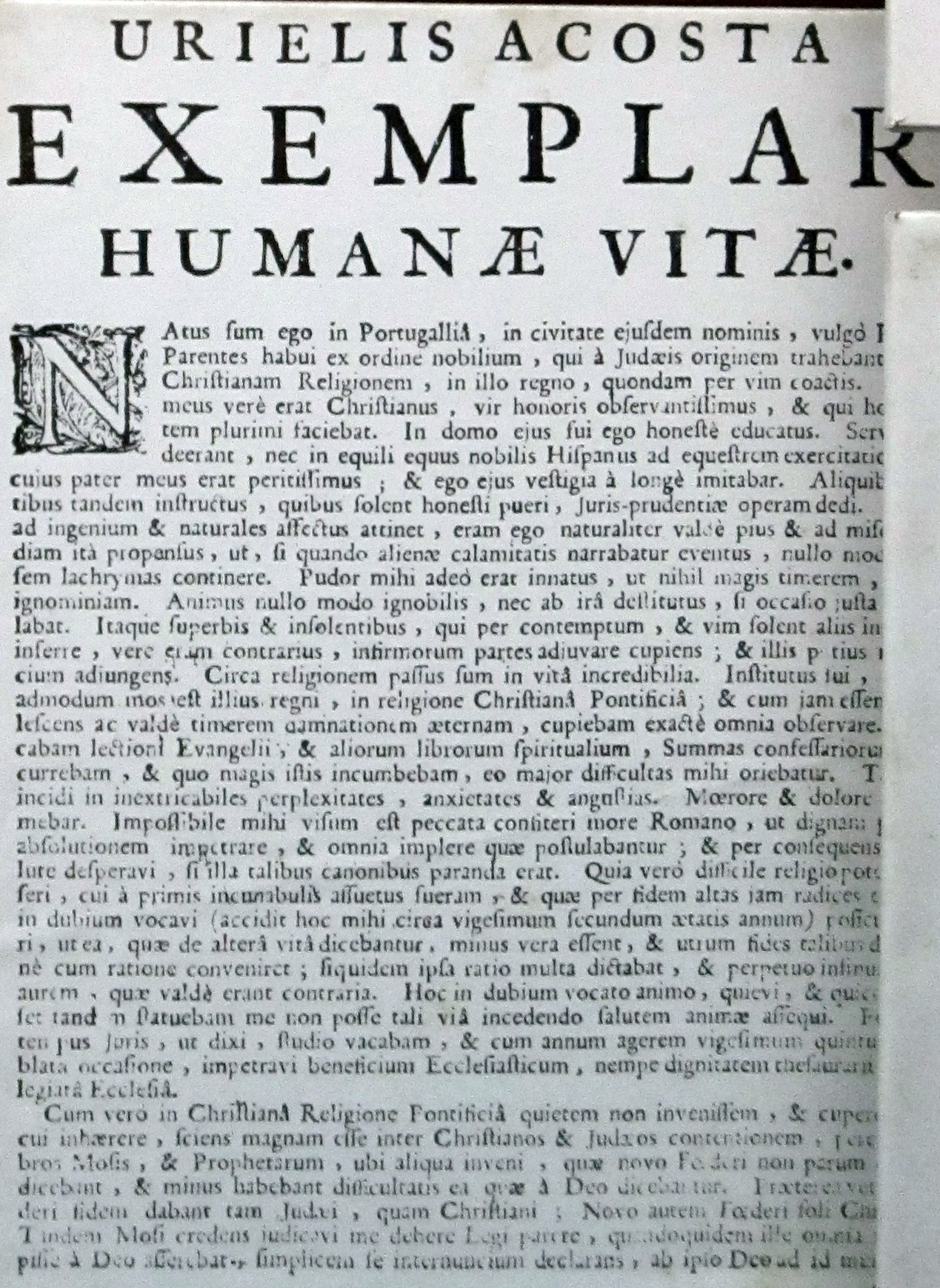
Exemplar humanae vitae

Die Handschrift des Exemplar humanae vitae wurde bei Uriel da Costa nach seinem Freitod gefunden und von christlichen Theologen zu judenfeindlicher Propaganda benutzt. Der Arminianer Philippus van Limborch veröffentlichte als Erster das Werk 1687 in Gouda als Anhang zu seiner Schrift De veritate religionis Christianae amica collatio cum erudito Iudaeo ("Freundliche Unterredung mit einem gelehrten Juden über die Wahrheit der christlichen Religion") und lieferte, ohne es zu wollen, den seitherigen Religionskritikern einen ihrer klassischen Texte.
Uriel da Costas Rebellion im Amsterdamer sephardischen Judentum nimmt um vierzig Jahre die des Philosophen Baruch Spinoza vorweg, dessen Familie mit der seinen verschwägert war. Seine Leiden als Freidenker in einer religiösen Welt ließen ihn als einen Märtyrer der Aufklärung erscheinen. Übersetzungen des Exemplar humanae vitae erschienen ab 1790 in den meisten europäischen Sprachen.
Viele Denker und Schriftsteller nach ihm haben da Costas Religionskritik analysiert und interpretiert, unter ihnen z. B. Johannes Müller (1672), Pierre Bayle (1720), Hermann Samuel Reimarus (1774), Gotthold Ephraim Lessing (1774), Johann Gottfried Herder (1795) oder Alfred Klaar (1909).
Israel Zangwill behandelt Uriel da Costa in seinen Dreamers of the Ghetto (1898).
Karl Gutzkow griff auf da Costas Schrift Exemplar humanae vitae und auf Ideen von Herder zurück für sein Trauerspiel Uriel Acosta (1846), das insbesondere in hebräischer (Übersetzung durch Salomon Rubin, Wien 1856) und jiddischer Bearbeitung (z. B. von Moshe Lifshits) bis in die Mitte des 20. Jahrhunderts viel gespielt wurde (darin die vom Dichter erfundene Figur des „Ben Akiba“, populär durch Abwandlung des Bibelverses Koh. 1,9, „Alles schon dagewesen“). Weniger bekannt ist Gutzkows Novelle Der Sadducäer von Amsterdam (1834).
Uriel da Costas Lebensgeschichte liegt den Romanen Ein Gewürm der Erde (Um bicho da terra, 1984) von Agustina Bessa-Luís und der Vertreibung aus der Hölle (2001) von Robert Menasse zugrunde.
Uriel da Costas Hauptwerk Exame das Tradições phariseas von 1624 galt lange Zeit als verschollen. Erst 1989 entdeckte Herman Prins Salomon ein Exemplar in der Königlichen Bibliothek von Kopenhagen.

## Werke
- Propostas contra a tradição [Thesen gegen die Tradition], 1616[1]
- Sobre a mortalidade da alma do homem [Über die Sterblichkeit der menschlichen Seele], in: Semuel da Silva: Tratado da inmortalidade da alma [Über die Unsterblichkeit der Seele], 1623
- Exame das tradições phariseas conferidas com a lei escrita [Untersuchung der pharisäischen Traditionen im Vergleich zum geschriebenen Gesetz], 1624[1]
- Exemplar humanae vitae [Ein Beispiel menschlichen Lebens], 1640 (Erstausgabe 1687)

## Ausgaben und Übersetzungen
- Uriel Acosta, ein Opfer des Zelotismus. Das Leben Uriel Acosta's von ihm selbst kurz vor seinem Tode in lateinischer Sprache beschrieben. Uebersetzt und mit einem Vor- und Schlußwort versehen von L. Weiß. Selbstverlag, Berlin 1847.
- Carl Gebhardt (Hrsg.): Die Schriften des Uriel da Costa (= Bibliotheca Spinozana, 2). Winter, Heidelberg 1922 (mit Einleitung und Übersetzung). Digitalisat
- Herman Prins Salomon, Isaac S. D. Sassoon (Hrsg.): Uriel da Costa: Examination of Pharisaic Traditions. Exame das tradições phariseas. Facsimile of the unique copy in the Royal Library of Copenhagen. Brill, Leiden 1993, ISBN 90-04-09923-9 (mit Einleitung und englischer Übersetzung)
- Uriel Acosta, Dokument eines Menschenschicksals. Aus dem Lateinischen neu übertragen von Oskar Jancke. Verlag Die Kuppel, Aachen 1923 (S. 43: "Wenige Tage nach Abfassung dieser Schrift endete Uriel Acosta sein Leben durch einen Pistolenschuß.")
- Hans-Wolfgang Krautz (Hrsg.): Exemplar humanae vitae – Beispiel eines menschlichen Lebens. Stauffenburg, Tübingen 2001, ISBN 3-86057-186-9 (Text und Übersetzung)
- Omero Proietti (Hrsg.): Uriel da Costa e l'«Exemplar humanae vitae», Quodlibet, Macerata 2005, ISBN 88-7462-034-9.
- Uriel da Costa, Exame das tradiçoẽs phariseas - Esame delle tradizioni farisee (1624), hrsg. von Omero Proietti, eum, Macerata 2015, ISBN 978-88-6056-403-0.